# Stortingsvalget 1949
Stortingsvalget 1949 var det andet stortingsvalg i Norge efter 2. verdenskrig, det blev afholdt 10. oktober 1949. Valget var en stor sejer for Arbeiderpartiet, og Einar Gerhardsens anden regering fortsatte. Arbeiderpartiet fik alene flertal i Stortinget.
Dette var det sidste valg med den gamle valgordning, hvor valgkredsene var delt op i landkredse og bykredse. Det var også det sidste valg med gammel den udregningsmetode for mandater. Denne metode favoriserede store parti stærkt. Ved dette valg fik for eksempel Arbeiderpartiet 56,7 % af stortingsmandaterne med 45,6 % af stemmene, mens Norges Kommunistiske Parti igen kom ud af stortinget selv om de fik 5,9 % af stemmene. Endnu en ændring ved dette valg var at der ikke længer var anledning til og indgå fællesliste samarbejder. I stedet blev der derfor i mange valgkredse sat egne fælleslister mellem to eller flere borgerlige partier.
Samfundspartiet, som havde været repræsenteret i Stortinget før krigen, men genopstillede ikke til valget i 1945, de opstillede igen til dette valg, de fik dog ikke stor opbakning og opstillede ikke siden til valg.

## Resultater
| Parti                      | Procent af stemmene (%) | Ændring sammenlignet med 1945 | Mandater | Ændring sammenlignet med 1945 |
| -------------------------- | ----------------------- | ----------------------------- | -------- | ----------------------------- |
| Arbeiderpartiet            | 45,6                    | + 4,5                         | 85       | + 9                           |
| Høyre                      | 16,0                    | - 1,1                         | 23       | - 2                           |
| Venstre                    | 12,5                    | - 1,3                         | 21       | + 1                           |
| Kristelig Folkeparti       | 8,4                     | + 0,5                         | 9        | + 1                           |
| Norges Kommunistiske Parti | 5,9                     | - 6,0                         | 0        | - 11                          |
| Bondepartiet               | 4,9                     | - 3,2                         | 12       | + 2                           |
| Samfundspartiet            | 0,7                     | + 0,7                         | 0        | 0                             |
| Borgerlige fælleslister    | 6,2                     | + 6,2                         | 0¹       | 0                             |
| Total                      | 100                     | 0                             | 150      | 0                             |

¹ Mandaterne på borgerlige fælleslister fordelt på de enkelte partier.
De borgerlige fælleslister var:
- Bondepartiet og Høyre i Vest-Agder, Rogaland og Telemark
- Bondepartiet og Venstre i Buskerud og Vestfold
- Bondepartiet, Høyre og Venstre i Hedmark og Østfold
- Kristelig Folkeparti og Venstre i byerne i Nord-Trøndelag og Sør-Trøndelag

Hvis stemmerne til fælleslister fordeles på de enkelte partier, baseret på valget i 1945, får man disse resultater (fra Hvem Hva Hvor 1950):
| Parti                | Procent stemmer | Ændring sammenlignet med 1945 |
| -------------------- | --------------- | ----------------------------- |
| Høyre                | 17,9            | + 0,9                         |
| Venstre              | 13,5            | - 0,3                         |
| Kristelig Folkeparti | 8,5             | + 0,6                         |
| Bondepartiet         | 7,9             | - 0,2                         |

## Vigtige politiske sager i stortingsperioden
Det nyvalgte Stortinget trådte sammen i januar 1950. 
I løbet af perioden blev stadig færre varer underlagt rationering. I april 1950 blev rationeringen af fedt, chokolade, og sukkertøj ophævet, mens rationeringen af kød i juni blev ophævet. I december 1951 blev rationeringen på tøj afskaffet, mens kaffe og sukker var rationeret frem til september 1952.
Den 20. november 1950 vedtog Stortinget enstemmig en ny tællemåde. Former som «to og tyve» og «én og tredve» blev erstattet af henholdsvis «tjueto» og «trettien». Byttet blev begrundet med samordning med engelsk og svensk, og skulle også hindre at folk tastede forkerte telefonnummer på grund af at tal blev oplæst i en forkert rækkefølge. Statsadministrationen implementerede den nye tællemåde i sommeren 1951, mens den blev indført i skolen samme efterår. 14. december året efter blev Norsk språknemnd vedtaget oprettet.
I april 1951 vedtog Stortinget at øge omsætningsafgiften fra 6,25 til 10 prosent.
I efteråret 1951 tiltrådte Norge Europarådets menneskerettighedskonvention. Året efter gik Norge ind i Nordisk Råd.